# Ateuchus puncticolle
Ateuchus puncticolle är en skalbaggsart som beskrevs av Edgar von Harold 1867. Ateuchus puncticolle ingår i släktet Ateuchus och familjen bladhorningar. Inga underarter finns listade.